# Antónia Pusich
Antónia Gertrudes Pusich (São Nicolau, 1 de octubre de 1805 - Lisboa, 6 de octubre de 1883) fue una poeta, dramaturga, periodista, pianista y compositora portuguesa. Fue la primera mujer en fundar y dirigir un periódico en Portugal.

## Trayectoria
Como poeta, tuvo una marcada influencia en el romanticismo en Portugal.
Fue la primera mujer en Portugal que fundó y dirigió un periódico y que se atrevió a utilizar su nombre real y no un seudónimo como era costumbre en la época.
Colaboró en varios periódicos como Paquete do Tejo, Revista universal lisbonense : revista de intereses físicos, morales y literarios de una sociedad de estudiosos  y Almanach, habiendo sido directora y propietaria de los periódicos Assemblage litteraria, A Beneficência y A Cruzada.

## Biografía
Nació en la isla de São Nicolau, en Cabo Verde. Era la hija del gobernador de Cabo Verde (colonia) António Pusich, nacido en Dubrovnik, y de Ana Maria Isabel Nunes.
En 1820, Pusich se casó con João Cardoso de Almeida Amado Viana Coelho, con el que tuvo seis hijos: João António, Antónia, Alfredo, Maria, Ana y Ema. Diez años más tarde se casó con Francisco Teixeira Henriques, con quien tuvo un hijo, Miguel Pusich Henriques Teixeira. En 1836 se casó con José Roberto de Melo Fernandes e Almeida, con quien tuvo cuatro hijos: António Pusich de Melo, Antónia Pusich de Melo, Ana Isabel Filomena Pusich de Melo y Maria Amélia Pusich de Melo.

## Reconocimientos
- La ciudad de Lisboa rindió homenaje a esta escritora atribuyendo su nombre a una calle de la parroquia de Alvalade.[4]
- En Fetal, Charneca de Caparica, Almada, una calle lleva su nombre.[9]
- En Pinhal General, Fernão Ferro, Seixal, una calle también lleva su nombre.[10]